# Vanduzea decorata
Vanduzea decorata är en insektsart som beskrevs av William D. Funkhouser. Vanduzea decorata ingår i släktet Vanduzea och familjen hornstritar. Inga underarter finns listade i Catalogue of Life.